# Bludný Holanďan

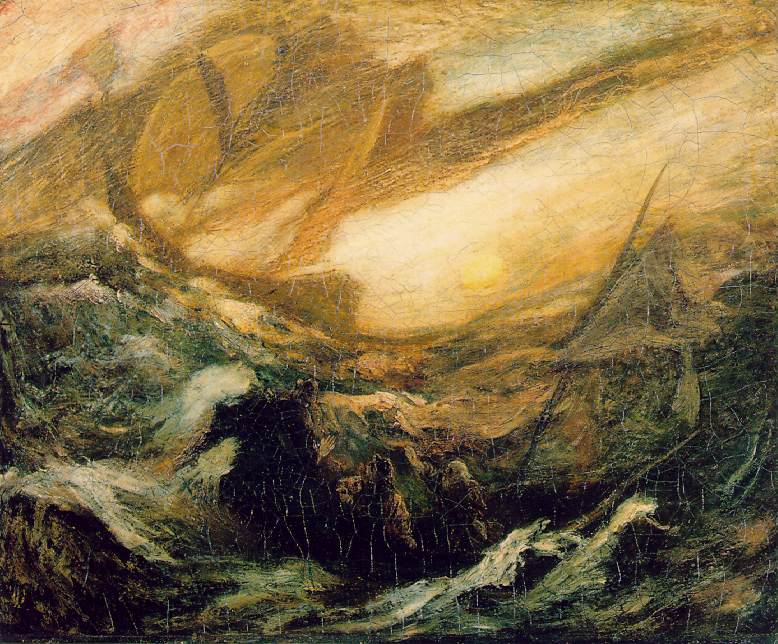
Bludný Holanďan, obraz od malíře Alberta Pinkhama Rydera

Bludný Holanďan je pověst o stejnojmenné lodi objevující se zejména v holandském folklóru. Popřípadě se může označení Bludný Holanďan vztahovat na kapitána. Jedná se o patrně nejznámější typ obecnějšího typu pověsti o přízračné lodi či lodi duchů. Na Bludného Holanďana údajně čas od času narazí námořníci při svých plavbách, a to zejména ve vodách kolem mysu Dobré naděje. Spatření této lodi se zpravidla vykládá jako zlé znamení. Pověst došla poměrně značného věhlasu a stala se námětem četných uměleckých zpracování. Vedle nich je možné na ni narazit v kontextu „záhadologické“ literatury; nezřídka v té souvislosti, že se autor snaží klíčový prvek pověsti, jímž je náhlé objevení a opětovné zmizení Bludného Holanďana, nějak racionálně vysvětlit, ať už nespolehlivostí pozorovatele, či atmosférickými jevy na moři.

## Pověst a její původ
S původem pověstí je vždy potíž, je-li vskutku lidový, pak o něm není nic známo, a jediné, co se dá vystopovat, je její první písemný záznam, který může být o libovolnou dobu pozdější. V případě pověsti o Bludném Holanďanovi mnoho jasnosti v otázce původu také není, zdroje hovoří o různých datech. Další obtíží je vymezení jakéhosi jádra pověsti, neboť pověsti, ve kterých se hovoří o lodi tohoto jména, se od sebe velmi liší, a nikoli pouze v detailech. Podle jedné encyklopedie folkloristiky se jedná o pověst o lodi odsouzené věčně se plavit pro činy rouhavého kapitána, přičemž za hlavní je označován prvek blasfémie, který je příčinou nadpřirozeného potrestání. Nalezneme ovšem i varianty pověsti, které s tím mají pramálo společného.
Co se týče pokusu o dataci, vzhledem k reáliím, jež se v pověsti vcelku stabilně vyskytují, lze prostým rozumem usoudit, že nebude starší než ze 17. století. Jako poměrně stabilní se ukazují následující prvky: kapitán holandské lodi snažící se obeplout mys Dobré naděje na cestě do Východní Indie. Jsou ovšem i verze zasazené dějově jinam, například přímo do Indonésie, a místo rouhání se kapitán dopouští paktu s ďáblem, či jiné nestoudnosti, anebo se dokonce vůbec o kapitánovi lodi nehovoří. Holanďané začali pronikat do Indického oceánu až koncem 16. století, přičemž se jednalo zprvu jen o objevitelské výpravy, a teprve v 17. století se zde usadili a začali obchodovat. V obecnější podobě, abstrahovaně od jména lodi a všech dalších reálií, dostaneme obecnější kategorii přízračných lodí či lodí duchů, jež může být starší.
Co se týče pokusu o bližší určení původu, dle nizozemského folkloristy Theo Medera není pověst o Bludném Holanďanovi vůbec holandského původu, nýbrž má svůj počátek v anglické literatuře 18. a 19. století. Přesto v Nizozemsku zdomácněla, a patří zde mezi význačné pověsti.
Podle A Dictionary of English Folklore pochází první písemná zmínka o Bludném Holanďanovi, z knihy The Life of a Sea Officer od Jeffreyho, barona z Reigersfeldu, z roku 1830. Jiné zdroje uvádějí jiná díla i o několik desetiletí starší datace.

## Klasifikace v Motif-Indexu
V Motif-Index of Folk Literature Stitha Thompsona je Bludný Holanďan veden pod indexem E511 a spadá pod obecnější kategorii E510 Přízrační námořníci a cestující. Samotný Bludný Holanďan (E511) je určen jako: „Námořní kapitán se pro svou špatnost věčně plaví se svou lodí, aniž by mohl navštívit přístav.“ Motif-Index zaznamenává k pověsti řadu dílčích upřesňujících motivů, jež se mohou v různých verzích vyskytnout.
E511.1. Důvody potrestání.
E511.1.1. Bludný Holanďan se plaví kvůli krutosti.
E.511.1.2. Bludný Holanďan se plaví kvůli paktu s ďáblem.
E511.1.3. Bludný Holanďan se plaví, protože vzdoroval bouři.
E511.2. Loď Bludného Holanďana.
E511.2.1. Bludný Holanďan má mrtvé muže za námořníky.
Seznam motivů, které Motif-Index zahrnuje, není zdaleka vyčerpávající. A dokonce ani motiv špatnosti kapitána a trestu se nevyskytuje u všech pověstí, ve kterých vystupuje loď či postava označovaná jako Bludný Holanďan. Pro úplnost lze dodat, že v v mezinárodním katalogu lidových vyprávění (Aarne–Thompson–Uther classification) je pověst vedena pod indexem ATU 777 Bludný Holanďan.

## Verze pověsti
Theo Meder uvádí patrně nejrozsáhlejší verzi pověsti. Hovoří se v ní o obchodní lodi De Kroonvogel patřící Nizozemské východoindické společnosti, plující z Amsterodamu do Batávie (dnešní Jakarty). Kapitán lodi, Barend Fockesz, se nestaral o bezpečnost plavby a odchyloval se kvůli rychlosti plavby od obvyklých tras. Zatímco pomalým a těžkým lodím Nizozemské východoindické společnosti trvala cesta osm až dvanáct měsíců, Fockesz ji byl schopen překonat za šest. I to se mu zdálo příliš. Jedné noci ho západně od mysu Dobré naděje navštívil na palubě ďábel. Výměnnou za to, že se bude moci stále plavit na plné plachty, přes skály, útesy i mělčiny, bez větru i proti větru, se kapitán upsal ďáblu. Poté De Kroonvogel zvládala plavby mezi Amsterodamem a Východní Indií za tři měsíce. Barend Fockesz byl za to bohatě odměněn a na neobydleném ostrůvku Kuiper, blízko batávského přístavu, pro něj vztyčili sochu. Po sedmi letech smlouva vypršela, a celá loď připadla ďáblu. Nyní Bludný Holanďan křižuje sedm moří navěky, aniž by kdy přistál v přístavu. Loď vždy pluje na plné plachty, s větrem i proti němu. Objevení se černé lodi je znamením bouře a zkázy pro lodi, ke kterým se přiblíží. Námořníci, kteří Bludného Holanďana spatřili, údajně zřetelně viděli postavu kapitána na můstku, držícího dopis pro představitele Nizozemské východoindické společnosti, který chce předat kapitánovi lodi, jíž zdraví. Nikdo se však nikdy neodvážil dopis převzít.
Jméno kapitána se v různých verzích mění. Meder uvádí dvě podoby: Willem van der Decken, který pochází z Temeuzenu v provincii Zeeland, a Barend Fockesz, kapitán z Fríska, který skutečně doplul do Batávie za tři měsíce, a vysloužil si tím sochu na ostrůvku Kuiper. Sochu zničili v roce 1808 britští námořníci. Z toho je zřejmé, že pověst má buď částečně reálný základ, když si lidé vysvětlovali Fockeszovu mimořádně rychlou plavbu paktem s ďáblem, anebo se již existující motiv dodatečně „přilepil“ na reálnou historickou osobu s vhodnými dispozicemi. Jiné zdroje uvádějí i jiná jména pro kapitána, například Van der Deceken či Vanderdecken, Van Demien, Van Straaten a Ramhout van Dam. Vanderdecken se mimo jiné objevuje i v románu Frededricka Marryata. Kapitán, nehledě na jeho jméno, se nejčastěji pokouší obeplout zrádný mys Dobré naděje za strašlivé bouře. V některých podáních pověsti je tato událost zasazena do roku 1641, kdy se v těchto místech údajně potopila holandská loď.
V jiné verzi se vypráví o dvou lodích plujících do Východní Indie. Při obeplouvání mysu Dobré naděje se v bouři jedna potopila, a ta druhá jí nepřišla na pomoc. Podle této verze, když je loď duchů spatřena, potápí se při tom do vln. Podle další, mladší a dramatičtější verze, rozšířené v Anglii i jinde po Evropě, není Bludný Holanďan ztroskotaná loď, nýbrž loď odsouzená k věčné plavbě za to, že její kapitán rouhavě přísahal, že ani Bůh mu nezabrání obeplout mys Dobré naděje.
Další verze obsahuje obdobný útřední motiv, dále však pověst rozvíjí o nové prvky. Kapitán Vanderdecken, rozčilován větry, které mu bránily obeplout mys Dobré naděje, přísahal, že mys obepluje, i kdyby mu to mělo trvat celou věčnost. Zlý duch ho odsoudil k tomu, že musí plnit tuto přísahu, ze které se může vyvléci jen tím, že mu dobrá žena slíbí věrnost až do smrti. Bylo mu dovoleno přistát jen jednou každých sedm let, čímž nabyl opět mládí, zatímco jeho posádka stárla, jak staletí uplývala. Část pokladů, které vezl jako náklad, dal Dalandovi, kapitánovi norské lodi, do jehož dcery Senty se zamiloval. Měla si ho vzít, ale když ji Vanderdecken uviděl s jejím mladým přítelem Erikem, který ji rovněž miloval, vyrazil opět na moře, raději než aby ji vystavil kletbě, která se ho držela. Senta však Erika odmítla, a poté skočila z útesu. Její sebevražda, kterou se prokázala být věrnou až do smrti, odstranila kletbu Bludného Holanďana, jehož loď se následně potopila do vln. Zdroj uvádí toto podání jako pověst, tedy součást folklóru; je však více než podobná ději Wagnerovy opery a obsahuje i stejná jména postav, lze tudíž soudit, že se buď jedná o nepřiznaný přepis shrnutí děje opery, anebo operní verze zlidověla. Obecně nelze jednoznačně rozlišit, co jsou prvky předpokládané původní ústní námořnické tradice, pokud vůbec jaká existovala, a co vychází z fantazie umělců, zvláště když se obojí vzájemně ovlivňovalo.
V další verzi se objevuje opět mys Dobré naděje a bouře. Námořníci chtěli loď otočit, ale kapitán to odmítl. Držel kurs a přísahal, že popluje dál, i kdyby ho Bůh nebo ďábel chtěl zastavit. Tato unáhlená, vychloubačná slova na něj a jeho muže přivolala kletbu. Byli odsouzeni se plavit po oceánech po celou věčnost, nebo se donekonečna marně snaží obeplout mys. V alternativní verzi kapitán spílá ďáblu, který ho za to odsoudí plout věčně. V tomto případě jedině láska ženy může zrušit kletbu. Zde tedy máme opět variantu podobnou Wagnerovu opernímu zpracování, odlišující se jen drobnými modifikacemi. Jsou i další podání ohledně toho, co způsobilo kletbu.
Opět jiná verze podává příběh o kapitánovi, odsouzeném Bohem bloudit až do dne Posledního soudu. Bludný Holanďan dle této verze byl kapitán, který trval na tom, že se pokusí obeplout mys Dobré naděje navzdory prudké bouři a protestům pasažérů a posádky. Nakonec se objevila jakási postava, dle některých verzí sám Bůh, dle jiných anděl boží, aby kapitána varovala. Kapitán bez varování na postavu vystřelil a proklel ji. Za trest byl odsouzen plout a soužit námořníky až do soudného dne. Proto velí přízračné lodi, která věčně obeplouvá mys Dobré naděje, a láká další lodě do záhuby.
Další zdroj uvádí víceméně obdobný příběh, který lze chápat jako kombinaci prvků již uvedených u různých jiných verzí. Jako nový detail přidává, že loď lze pozorovat jen za bouřného počasí a k rozpoznání je podle toho, že pluje proti větru s napnutými plachtami.
Dalším obsáhlým zdrojem různých, i značně odlišných verzí pověsti, je obecně internet, zde je však problém s důvěryhodností. Vezmeme-li však v úvahu, že pověst je součástí lidové tvořivosti, ať už původně či zlidověním literárního motivu, pak můžeme říci, že každá varianta, byť by si ji autor webové stránky vymyslel, je též součástí lidové tradice, či k tomu přinejmenším má náběh tím, že je veřejně přístupná a může se tudíž dostat do obecného povědomí.

## Pozorování Bludného Holanďana
První písemný záznam spatření lodi učinila roku 1835 posádka britské lodi. Námořníci uvedli, že spatřili loď, která se k nim nebezpečně přiblížila a poté zmizela. Nejznámější je pozorování z července 1881. Událo se na britské lodi HMS Bacchante, na jejíž palubě byl i námořník, později známý jako král Jiří V. Ten zaznamenal, že muž na hlídce spatřil zářící přízračnou loď. Uprostřed světla se zřetelně rýsoval stěžeň, ráhno a plachty brigy, vzdálené asi 200 yardů. Od té doby byly zaznamenány případy spatření přízračné lodi v letech 1939 a 1942.

## Bludný Holanďan v kultuře
Prvním spisovatelem, který na Bludného Holanďana zaměřil více pozornosti, byl Frederick Marryat. Stalo se tak roku 1839 s knihou The Phantom Ship, do češtiny přeloženo pod názvem Bludný Holanďan.
Nejznámějším uměleckým zpracováním je opera Richarda Wagnera Bludný Holanďan (Der Fliegende Holländer), která měla premiéru 1843.
Také filmy Piráti z Karibiku: Truhla mrtvého muže, Piráti z Karibiku: Na konci světa a Piráti z Karibiku: Salazarova pomsta byly touto pověstí ovlivněny. Osud podobný osudu Bludného Holanďana přiřkli postavě bájného Cecropse scenáristé seriálu Xena (v epizodě Ztracený námořník).
Také v seriálu SpongeBob v kalhotách je v pár epizodách zmíněn či i vidět.